# Điều tra dân số
Điều tra dân số (còn gọi thống kê dân số hay kiểm kê dân số) là quá trình thu thập thông tin về tất cả mọi bộ phận của một quần thể dân cư. Nó có ý nghĩa quan trọng đối với công tác hoạch định chính sách và tổ chức bầu cử.
Việc điều tra tổng thể toàn bộ dân cư trong cả nước rất tốn kém, vì vậy các nước thường tiến hành cách 10 năm tổng điều tra một lần. Số liệu tổng điều tra được sử dụng để ước lượng dân số tại các thời điểm khác.

## Thời cổ và trung cổ
La Mã cổ đại làm thống kê dân số để tính thuế.
Kinh Thánh có kể lại về một vài cuộc kiểm tra dân số. Sách Dân số (1:1-4:49, 26:1-65) miêu tả các cuộc kiểm tra dân số theo lệnh của Thiên Chúa với Moses khi ông dẫn dân Do Thái ra khỏi Ai Cập. Sau đó, vua David của Israel tổ chức một cuộc kiểm tra dân số người Israel (và người Giu-đa) (1 Sử biên niên 21:1-6, 2 Samuel 24:1-9). Phúc âm Luca cũng có nhắc tới cuộc kiểm tra dân số La Mã do hoàng đế Augustus tổ chức vào lúc Chúa Giêsu ra đời (Luca 2:1-3).
Thống kê dân số sớm nhất trong lịch sử diễn ra ở Trung Quốc thời Nhà Hán, vào mùa thu năm 2 CN. Trong khi đó có 57,5 triệu người ở Trung Quốc, tức là dân số lớn nhất trên thế giới. Thống kê dân số sớm thứ hai trong lịch sử cũng diễn ra tại Trung Quốc vào thời Nhà Hán, vào năm 140 CN, ghi nhận khoảng 48 triệu người. Những nhà học giả cho rằng dân số này giảm xuống quá bởi vì nhiều người chuyển về miền Nam Trung Quốc ngày nay.
Vào Thời Trung cổ, thống kê dân số nổi tiếng nhất là cuốn sách Xét xử (tiếng Anh: Domesday Book hay Book of Winchester), do William I của Anh cho tiến hành vào năm 1086 để cho ông có thể đánh thuế đúng mức những vùng đất mà ông vừa thắng. Vào năm 1183, Vương quốc Jerusalem của quân chữ thập làm thống kê dân số, có mục đích tính ra số người và số tiền đang có để chống xâm lược của Saladin, vua của Ai Cập và Syria.

## Ngày nay

### Việt Nam
Trước năm 1975, tại miền Bắc Việt Nam đã có hai đợt điều tra dân số, được tiến hành vào ngày 1 tháng 3 năm 1960 và tháng 4 năm 1974.
Sau 1975, Việt Nam đã thực hiện 5 đợt tổng điều tra dân số vào tháng 4 các năm 1979, 1989, 1999, 2009 và 2019.

### Úc
Thống kê dân số Úc do Cục Thống kê Úc thực hiện vào các năm 1911, 1921, 1933, 1947, 1954, và mỗi 5 năm kể từ năm 1961.

### Brasil
Thống kê dân số Brasil do IBGE, Viện Địa lý và Thống kê Brasil, tiến hành 10 năm một lần. Lần cuối cùng được tiến hành vào năm 2010.

### Canada
Thống kê dân số Canada do Thống kê Canada tiến hành. Thống kê đầu tiên của Canada được tiến hành vào năm 1666, do quản đốc Jean Talon, khi ông đếm dân số vào Tân Pháp. Vào năm 1871, Canada làm thống kê dân số chính thức đầu tiên khi đếm dân số của bốn tỉnh bang Nova Scotia, Ontario, New Brunswick, và Québec. Năm 1918, Cục Thống kê Lãnh địa được thành lập. Năm 1971, Thống kê Canada được thành lập để thay cho Cục Thống kê Lãnh địa và sau đó tiếp quản việc thống kê dân số.
Canada tiến hành những thống kê dân số 5 năm một lần. Thống kê dân số gần đây nhất đã được tiến hành vào năm 2021 và lần tiếp theo sẽ được tiến hành vào năm 2026. Các thống kê dân số vào giữa thập niên (Ví dụ 1976, 1986, 1996, v.v...) được gọi là thống kê dân số 5 năm. Thống kê dân số 5 năm lần đầu tiên được tiến hành vào năm 1956.

### Costa Rica
Costa Rica tiến hành thống kê dân số thứ 9 vào năm 2000. INEC, Viện Thống kê và Thống kê Quốc tế có nhiệm vụ để tiến hành những thống kê dân số. Trước đó Costa Rica có thống kê dân số vào những năm 1864, 1883, 1892, 1927, 1950, 1963, 1973, và 1984.